# Ниобаты
Ниобаты — группа химических соединений, неорганические соединения, соли ниобиевой кислоты.
Подразделяются на метаниобаты MeNbO3, ортониобаты Me3NbO4, пирониобаты Me4Nb2O7 и полиниобаты Me2O • nNb2O5, где Мe — металл в степени окисления + 1, однозарядный катион, п = 2-12 и более.
Существуют ниобаты с двух- и трехзарядными катионами металлов II—VIII группы периодической системы; сложные природные ниобаты.

## Использование
Применяют как сегнетоэлектрики, антиферромагнетики, пьезоэлектрики.

## Примеры
- Гексафторооксониобат калия
- Ниобат кадмия
- Ниобат калия
- Ниобат лития
- Ниобат натрия
- Ниобат неодима
- Ниобат родия
- Ниобат свинца(II)
- Тетрапероксониобат калия